# 제22회 서울국제대안영상예술페스티벌
제22회 서울국제대안영상예술페스티벌은 2022년 8월 18일에 열린 시상식이다.

## 수상 및 후보

### 글로컬작품상-글로컬 부문
- 밤 - 아흐마드 살레 수상

### 글로컬작가상-글로컬 부문
- 빛에 눈이 먼 - 차나손 차이키티폰 수상

### 한국작품상-한국 부문
- 금정굴 이야기 - 전승일 수상

### 한국작가상-한국 부문
- 딜레마 - 이정주 외 1명 수상

### 장편작품상-장편 부문
- 섬이없는지도 - 김성은 수상

### 뉴미디어작품상
- 깊이에의 강요 - 박기훈 수상

### 관객상
- 로봇이 아닙니다. - 강예솔 수상

### 특별언급
- 새인간 - 고안나 외 2명 수상

### 구애위원 특별언급
- 붉은 달의 조류 - 로이스 파티노
- 죽음의 해안 - 로이스 파티노
- 이미지의 층 - 로이스 파티노
- 밤 속의 밤 - 로이스 파티노
- 새벽 - 로이스 파티노
- 풍경의 움직임에서 - 로이스 파티노
- 붉은 해 - 로이스 파티노
- 별을 심는 자들 - 로이스 파티노
- 그림자의 산 - 로이스 파티노
- 물의 진동 속으로 - 로이스 파티노
- 땅의 진동 속으로 - 로이스 파티노
- 간격-풍경.풋볼장 - 로이스 파티노
- 시코락스 - 로이스 파티노
- 엠엘-에이피 - 로이스 파티노
- 지속-풍경. 바위들 - 로이스 파티노
- 지속시간-풍경.바위들 - 로이스 파티노

### 시네마 랑가주
- 부케 1-10 - 로즈 로더
- 밤의 예감 - 스탠 브래키지
- 내부의 상처 - 필립 가렐
- 독수리 - 필립 호프만
- NATURE(S) AS SPACES OF (SELF-)PERCEPTION (STILL LIFE, KALTES TAL, UMBRA) - 플로리안 피셔 외 1명
- 대자연 - 아르타바즈드 펠레시안

### 글로컬신작전
- 딜레마 - 이정주 외 1명
- 메갈로마니아 - 김은서
- 선율 - 김윤정
- 말리언니 - 임대청
- 내 여자친구는 리얼해 - 오정선
- 해피해피 이혼파티 - 남순아
- 서울과 베를린에 무국적 구근 키우기 - 은고 외 1명
- 초량비트 - 홍석진
- 키비츠 - 김일현
- 로봇이 아닙니다. - 강예솔
- VERTIGO - 박세영
- 베르팅커 - 한우리
- 5분만 배우면 기초부터 실무까지 전문가 되는 성남주민편 - 시리얼타임즈
- May•JEJU•Day - 강희진
- 금정굴 이야기 - 전승일
- 긴 복도 - 정여름
- 평화가 사람 속을 걸어다니네 - 함유선
- 당신의 우주 - 임진평
- 숲이라는 이름에 묻힌 나무 - 김시연 외 1명
- 화광: 디아스포라의 묘 - 김소영  외 1명
- 지도 바깥_수직방향으로 - 정혜정
- 불꽃 - 김은정
- 신두꺼비 - 정유진
- 농몽 - 권순현
- 길 위의 시간 - 김라

### 한국구애전
- 소셜 스킬 - 힐스 헨리
- Sonic Body - NO1
- 노라와 함께한 17분 - 이마놀 루이즈 데 라라
- 루프 - 파블로 폴레드리
- 아이즈앤혼즈 - 임채린
- 아이 고타 룩 굿 포 더 아포칼립스 - 아이스 카르탈
- 밤 - 아흐마드 살레
- 내 상태 - 코크 아리조
- The Seine's tears - Yanis Belaid 외 6명
- 오페어 - 데이빗 페레즈 사누도
- 프란체스카 - 알베르토 카노
- 장엄 - 카트리나 다슈너
- 미튜브3: 8월의 노래 '우나 푸르티바 라그리마' - 다니엘 모쉘
- 광고들 - 펠리페 가리도 아르창코
- 이성 혹은 힘으로 - 지아렐라 아라야 베가
- 심연 - 알레산드로 엠마뉴엘 알론소 에스트렐라
- 융가이 7020 - 라켈 칼보 라랄데 외 1명
- 메모리 - 네레아 바로스
- 바벨 - 메기 루스타모바
- 더 스카이 이즈 온 파이어 - 에마뉘엘 판 데르 아우에라
- 미니멀 스웨이 와일 스타팅 마이 웨이 업 - 스테파니 라가드
- 빛에 눈이 먼 - 차나손 차이키티폰
- 날것 - 라파엘 마르티네즈 칼레
- 뜻밖의 손님 - 부라크 서베스트
- 메모아 오브 어 베어링 스톰 - 소피아 게오르고바실리

### 뉴 대안영화 마스터전: 트린 T. 민하
- 멜팅 아이스크림 - 홍진훤
- 애프터 미투 - 강유가람 외 2명
- 2551.01 - 노르베르트 파펜비흘러
- 더 트리 하우스 - 더 트리 하우스

### 특별전
- 우도마을 다이어리 - 유최늘샘
- 아주, 아주, 엄청나게 - 광리 리우
- 쉐이킹 어 싱가포르 스피어 - 한네스 랄
- 불타는 초상 - 신나리
- 그렇게 아무것도 하지않았다. - 박진영
- 김무명 - 이정식
- 그 봄, H-빌의 하늘에는 ____가 있었다. - 청홍아이유
- 피아노 프리즘 - 오재형

### 주제전
- under the sun away from the downtown - Luciana Merino 외 1명
- Footnotes - 카롤리나 모스코소
- Luis - 크리스토발 레온 외 1명
- 라 메사 - 아드리안 가르시아 고메즈
- 발피 - 리차드 투오이
- 뒤쫒다 - 파라릭 맥 글로린
- 루시아 - 크리스토발 레온 외 2명
- 연기는 휴식을 가져다 줄 것이다 - 다니엘라 릴로 올리바레스
- 뼈 - 크리스토발 레온 외 1명
- 리튬 - 펠리페 엘게타
- 알티플라노 - 말레나 슬렘
- 눈가리개 - 글로리아 카미루아가
- 사택 - 글로리아 카미루아가
- 팝시클 - 글로리아 카미루아가

### 로이스 파티뇨 특별전
- 애프터워터 - 데인 콤리엔
- 슬로우 액션 - 벤 리버스
- 구경꾼 - 안정윤
- 하이드 - 키라 그린
- 이비 플로 - 에반 이페코야
- 낯선 평온함 - 한성필
- 빛의 함정 - 파블로 마린
- 세로 사투르노 - 미구엘 힐러리
- 릴릴 - 아리 킴